# Opithandra primuloides
Opithandra primuloides — вид многолетних наземных корневищных трав, принадлежащий роду Опитандра семейства Геснериевые (лат. Gesneriaceae). Эндемик Японии. Применяется в декоративном цветоводстве.

## Ботаническое описание
Многолетние наземные корневищные бесстебельные травы.
Листья очерёдные или розеточные, основание от клиновидного до сердцевидного, черешковые, бархатисто-опушённые или шерстистые с обеих сторон, или опушена абаксиальная сторона, или опушены жилки.
Соцветия пазушные, поникающие, цимоидные на цветоносах — одноцветковый или многоцветковый завиток с двумя супротивными прицветниками;
цветоносы длиннее листьев, поникающие.
Чашелистики свободные, ланцетовидные.
Чашечка актиноморфная, 5-членная; сегменты равны.
Венчик розового или лилового цвета, внутри с редким опушением в виде полос или железистыми волосками;
трубка цилиндрическая или воронковидная, может быть слегка выпячена в абаксиальной части, длина в 1,5—4 раза превышает отгиб; лопасти отгиба равные или отгиб отчётливо или неясно двугубый; адаксиальная губа 2-лопастная, абаксиальная — 3-лопастная.
тычинок фертильных 2, по длине — равные венчику, приросшие к адаксиальной стороне трубки венчика близ середины, реже вблизи базальной части венчика;
стаминодий — 1-3, или отсутствуют;
пыльники иногда свободные, открываются по продольным бороздкам.
Нектарник кольцевой или чашевидный.
Завязь верхняя, цилиндрическая, постепенно сужающаяся в столбик, рыльце 1, головчатое, цельное или 2 цельных или 2-лопастных.
Плод — длинная коробочка, гораздо длиннее чашечки, открывается локулицидно к основанию, 2-створчатая, не перекрученная.
Семена без придатков.

## Ареал и климатические условия
Япония, на западе острова Хонсю, на островах Сикоку и Кюсю.

## Хозяйственное значение и применение
В культуре редко встречающееся растение. Выращивают как декоративное растение в рокариях и альпинариях; в умеренном климате — как сезонное растение на балконах и террасах.

## Агротехника встречающихся в культуре видов
Относительно неприхотливые и холодостойкие, нуждаются в высокой влажности воздуха, переносят мягкие зимы, сохраняются под снегом.